# Habitatge a l'avinguda Catalunya, 31 (Vallmoll)
Habitatge a l'avinguda Catalunya, 31 és una obra del municipi de Vallmoll (Alt Camp) protegida com a bé cultural d'interès local.

## Descripció
Es tracta d'un habitatge edificat entre mitgeres, desenvolupat en tres plantes. A la planta baixa s'obren dues portes rectangulars. Al primer pis hi ha una tribuna central amb columnes, a ambdós costats de la qual es troben finestres d'arc deprimit còncau amb columnes laterals, motllures de resseguiment i ampits decorats amb rajola. El segon pis l'ocupen tres finestres d'arcs fistonats, recolzats ens columnes, i les dues laterals dividies per un mainell. Tot el conjunt de finestres del segon pis es troba decorat amb arrabans de rajola.
L'edifici es corona amb una cornisa amb barana superior de ferro. El material de construcció és el maó, i l'obra es troba arrebossada.

## Història
Aquest edifici es pot situar cronològicament en la primera meitat del segle xx. Tot i que no ha estat possible determinar-ne amb exactitud la data de construcció, sí que es pot afirmar, per fotografies de començament de segle, que fou edificat amb posterioritat al 1917.
La utilització estilitzada d'elements que pertanyen a estils diversos (dòric, corinti, islàmic) fa possible la seva inclusió dintre del corrent eclecticista.
Als anys noranta del segle XX es restaurà per a recuperar la seva funció d'habitatge.